# Scaphisoma assimile
Scaphisoma assimile är en skalbaggsart som beskrevs av Wilhelm Ferdinand Erichson 1845. Scaphisoma assimile ingår i släktet Scaphisoma, och familjen kortvingar. Arten är reproducerande i Sverige.